# Donald in Maui Mallard
 (octobre 2019).
Si vous disposez d'ouvrages ou d'articles de référence ou si vous connaissez des sites web de qualité traitant du thème abordé ici, merci de compléter l'article en donnant les références utiles à sa vérifiabilité et en les liant à la section « Notes et références ».
Donald in Maui Mallard, ou Maui Mallard in Cold Shadow en Amérique du Nord, est un jeu vidéo de plates-formes sorti en 1995 sur Super Nintendo, Mega Drive et Windows. Le jeu a été développé et édité par Disney Interactive. Il a été porté sur Game Boy en 2001.

## Système de jeu
Le joueur joue dans la peau de Maui (Donald), un détective engagé pour trouver une idole volée. Il peut à partir du niveau 2 devenir Cold Shadow, un puissant ninja. Il sera nécessaire de jongler avec les formes pour rester en vie (un grappin = Cold Shadow, ennemi trop loin = Maui).

### Gameplay de Maui
Maui a un pistolet crachant des insectes sur ses ennemis. Chacun est un type de projectile différent (boomerang, explosif pour la coccinelle...) On peut aussi combiner les munitions pour faire des attaques spéciales, comme combiner une coccinelle et une luciole pour obtenir un explosif projetant des étoiles bleues, le tout à condition d'avoir un nombre d'insectes élevé. Vide, le pistolet crache une fumée verte ayant une portée aussi faible que les dégâts qu'elle produit.

### Gameplay de Cold Shadow
Ninja (ressemblant à Donald), plus effilé et plus fort que Maui mais sans pistolet. Il est nécessaire pour se transformer en ninja de trouver des médaillons Yin-Yang, médaillons qui diminuent au fur et à mesure que le temps passe (sauf lors du combat final) ; une fois les médaillons épuisés, vous redevenez Maui. Ce désavantage est compensé par la rapidité d'attaque et la dextérité au bâton du ninja, utile notamment pour s'agripper à des points d'accroche ou encore escalader un puits. Les médaillons de base sont aussi simples à trouver que les anneaux dans Sonic the Hedgehog`; les médaillons rouges, plus compliqués à dénicher, augmentent sa panoplie de coups : deux médaillons rouges ramassés et Cold Shadow pourra donner trois coups de suite, deux de plus et il fait le combo plus le premier coup.

### Système de sauvegarde
Le jeu propose de sauvegarder sa progression avec un système de Password, il faudra cependant réussir le niveau bonus à la fin de chaque monde pour l'obtenir.